# 行政院院長
行政院院長（雅稱閣揆）是中華民國行政院的首長，同時為中華民國最高行政首長，是國家中央行政機關的領導者，負責綜理各級中央行政機關運作，職權相當於其他共和制國家的內閣总理。其由總統任免，有向立法院提出施政報告之義務。當總統、副總統同時因故不能視事時，由其代行總統職權。現任院長為民主進步黨籍的卓榮泰。
行政院院長職位起始於國民政府時代，首任院長是谭延闿，行憲後首任院長是翁文灝，政府遷臺後首位院長為陳誠。依《中華民國憲法增修條文》第3條第1項規定，行政院院長由總統直接任命，不須經立法院同意。惟立法院若通過對行政院院長之不信任案，後者應依法請辭，並得同時呈請總統解散立法院；反之，若不信任案未通過，則立法院於一年內不得再對同一任院長提出不信任案。

## 概述
在北洋政府时期，中華民國內閣最高首長為國務總理或國務卿。1928年10月3日，國民政府通過《中華民國國民政府組織法》，並且以「行政院院長」取代原本「國務總理」的職位。國民政府依法設行政院，以做為全國最高行政機關。10月8日，時任國民政府主席蔣中正乃命譚延闓成為第一任行政院院長，掌理院務。10月25日行政院成立，正式辦公。
《中華民國憲法》在1946年起草時，依據中國民主社會黨籍知名學者张君劢等人的原意，設計偏向內閣制，行政院院長由總統提名，經立法院同意任命之。根據當時的憲法規定，總統令必須由行政院院長同意副署才有效，近似內閣總理的概念。之後由於第二次國共內戰爆發，國民政府下令實施動員戡亂，憲法增設臨時條款，賦予總統獨裁權力；1949年中華民國政府因國共內戰失利，播遷臺灣後，中國國民黨總裁蔣中正長期擔任總統，並以軍事戒嚴的《動員戡亂時期臨時條款》作為治國根基，施行威權統治，中華民國實際上成為總統制國家。再加上陳誠及嚴家淦常兼任副總統及行政院院長，導致憲法原始設計形如虛設；僅有在嚴家淦擔任總統且蔣經國擔任行政院院長時，政府體制一度形同內閣制。
1990年代，中華民國政府多次修憲，以《中華民國憲法增修條文》的形式進行增訂。在1997年第四次修憲後，行政院院長副署權被取消，行政院院長由總統任命，不需經由立法院同意，稱為「改良式的雙首長制」，偏向於類似法蘭西第五共和國的半總統制。
由於憲法並沒有明定副總統不得兼任行政院院長，因此在戒嚴時期，副總統陳誠、嚴家淦均曾兼任行政院院長。1996年，連戰以行政院院長身份當選副總統，並續任院長，引來憲政爭議，民主進步黨反對副總統兼任院長。司法院大法官於《釋字第419號解釋》中，認二者職務性質雖非顯不相容，但仍不宜兼任，此爭議最後因連戰請辭而劃下句點。

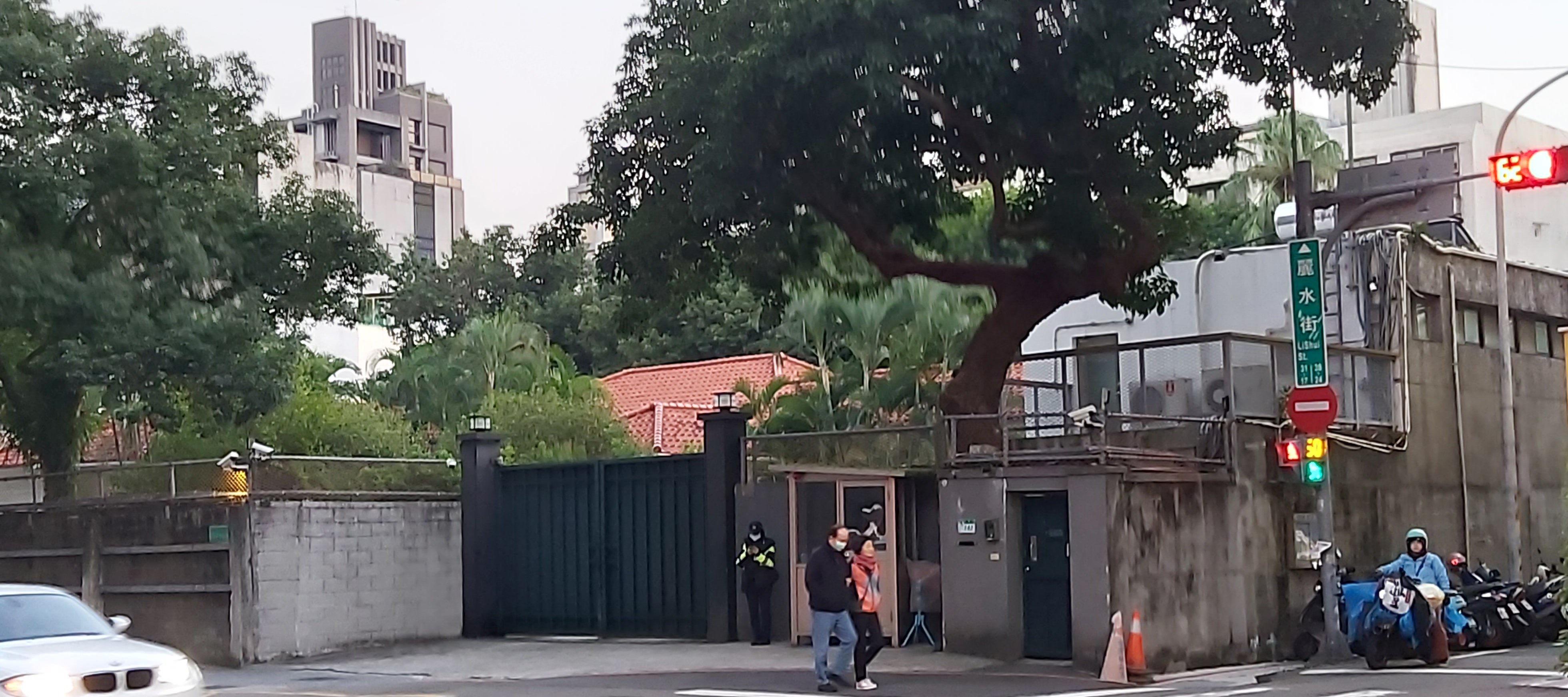
行政院院長金華官邸，位於臺北市大安區金華街142號

改行雙首長制後，行政院院長更替頻繁。2000年首次政黨輪替後，民進黨首次執政，陳水扁擔任八年總統時共有六任院長，除了唐飛以外，歷任行政院院長亦是民進黨籍，由執政黨一黨組閣。除了唐飛（軍人出身及國民黨籍）外，大部分擔任院長者亦曾擔任立法委員或臺灣省議員。
2008年第二次政黨輪替，國民黨再度執政，馬英九八年總統任期中，亦有六任院長，除了吳敦義曾任高雄市市長及立法委員外，劉兆玄、陳沖、江宜樺、毛治國、張善政等人大多為學者或官員出身，吳敦義之後於2012年當選為副總統，張善政為首任無黨籍院長。
2016年第三次政黨輪替，民進黨第二次執政，蔡英文八年總統任期中，總共有四任院長，包括無黨籍的林全、民進黨籍的賴清德、第二次擔任閣揆的蘇貞昌以及前副總統陳建仁。其中賴清德在擔任閣揆之後於2020年當選為副總統、2024年當選為總統；陳建仁則為中華民國史上首位於卸任後再擔任行政院院長的副總統。
2024年民進黨第三次執政，總統賴清德任命卓榮泰為行政院院長。
由於行政院院長的職權相當於其他國家的總理或國務總理，其歐系語言的譯名採用「Premier」一詞。

## 歷任院長
| 任次                 | 肖像                 | 姓名                      | 任期                 | 任期                 | 政黨                 | 時任總統                   |                      |
| 任次                 | 肖像                 | 姓名                      | 到任時間             | 卸任時間             | 政黨                 | 時任總統                   |                      |
| 行憲後歷任行政院院長 | 行憲後歷任行政院院長 | 行憲後歷任行政院院長      | 行憲後歷任行政院院長 | 行憲後歷任行政院院長 | 行憲後歷任行政院院長 | 行憲後歷任行政院院長       | 行憲後歷任行政院院長 |
| -------------------- | -------------------- | ------------------------- | -------------------- | -------------------- | -------------------- | -------------------------- | -------------------- |
| 1                    |                      | 翁文灝 (1889–1971)        | 1948年5月29日        | 1948年12月23日       | 中國國民黨           | 蔣中正 (1887–1975)         |                      |
| 2                    |                      | 孫科 (1891–1973) （二次） | 1948年12月23日       | 1949年3月24日        | 中國國民黨           | 蔣中正 (1887–1975)         |                      |
| 3                    |                      | 何應欽 (1890–1987)        | 1949年3月24日        | 1949年6月13日        | 中國國民黨           | 李宗仁（代理） (1891–1969) |                      |
| 4                    |                      | 阎锡山 (1883–1960)        | 1949年6月13日        | 1950年3月15日        | 中國國民黨           | 李宗仁（代理） (1891–1969) |                      |
| 5                    |                      | 陳誠 (1898–1965)          | 1950年3月15日        | 1954年6月1日         | 中國國民黨           | 蔣中正 (1887–1975)         |                      |
| 6                    |                      | 俞鴻鈞 (1898–1960)        | 1954年6月1日         | 1958年7月15日        | 中國國民黨           | 蔣中正 (1887–1975)         |                      |
| 7                    |                      | 陳誠 （二次）             | 1958年7月15日        | 1963年12月16日       | 中國國民黨           | 蔣中正 (1887–1975)         |                      |
| 代理                 |                      | 王雲五 (1888–1979)        | 1963年7月1日         | 1963年12月16日       | 無黨籍               | 蔣中正 (1887–1975)         |                      |
| 8                    |                      | 嚴家淦 (1905–1993)        | 1963年12月16日       | 1972年6月1日         | 中國國民黨           | 蔣中正 (1887–1975)         |                      |
| 9                    |                      | 蔣經國 (1910–1988)        | 1972年6月1日         | 1975年4月5日         | 中國國民黨           | 蔣中正 (1887–1975)         |                      |
| 9                    | 1975年4月5日         | 蔣經國 (1910–1988)        | 1978年5月20日        | 嚴家淦 (1905–1993)   | 中國國民黨           |                            |                      |
| 代理                 |                      | 徐慶鐘 (1907–1996)        | 1978年5月20日        | 1978年6月1日         | 中國國民黨           | 蔣經國 (1910–1988)         |                      |
| 10                   |                      | 孫運璿 (1913–2006)        | 1978年6月1日         | 1984年6月1日         | 中國國民黨           | 蔣經國 (1910–1988)         |                      |
| 代理                 |                      | 邱創煥 (1925–2020)        | 1984年2月24日        | 1984年6月1日         | 中國國民黨           | 蔣經國 (1910–1988)         |                      |
| 11                   |                      | 俞國華 (1914–2000)        | 1984年6月1日         | 1988年1月13日        | 中國國民黨           | 蔣經國 (1910–1988)         |                      |
| 11                   | 1988年1月13日        | 俞國華 (1914–2000)        | 1989年6月1日         | 李登輝 (1923–2020)   | 中國國民黨           |                            |                      |
| 12                   |                      | 李煥 (1917–2010)          | 1989年6月1日         | 李登輝 (1923–2020)   | 中國國民黨           | 1990年6月1日               |                      |
| 13                   |                      | 郝柏村 (1919–2020)        | 1990年6月1日         | 李登輝 (1923–2020)   | 中國國民黨           | 1993年2月27日              |                      |
| 14                   |                      | 連戰 (1936–)              | 1993年2月27日        | 李登輝 (1923–2020)   | 中國國民黨           | 1997年9月1日               |                      |
| 15                   |                      | 蕭萬長 (1939–)            | 1997年9月1日         | 李登輝 (1923–2020)   | 中國國民黨           | 2000年5月20日              |                      |
| 16                   |                      | 唐飛 (1932–)              | 2000年5月20日        | 2000年10月6日        | 中國國民黨（停權）   | 陳水扁 (1950–)             |                      |
| 17                   |                      | 張俊雄 (1938–)            | 2000年10月6日        | 2002年2月1日         | 民主進步黨           | 陳水扁 (1950–)             |                      |
| 18                   |                      | 游錫堃 (1948–)            | 2002年2月1日         | 2005年2月1日         | 民主進步黨           | 陳水扁 (1950–)             |                      |
| 19                   |                      | 謝長廷 (1946–)            | 2005年2月1日         | 2006年1月25日        | 民主進步黨           | 陳水扁 (1950–)             |                      |
| 20                   |                      | 蘇貞昌 (1947–)            | 2006年1月25日        | 2007年5月21日        | 民主進步黨           | 陳水扁 (1950–)             |                      |
| 21                   |                      | 張俊雄 （二次）           | 2007年5月21日        | 2008年5月20日        | 民主進步黨           | 陳水扁 (1950–)             |                      |
| 22                   |                      | 劉兆玄 (1943–)            | 2008年5月20日        | 2009年9月10日        | 中國國民黨           | 馬英九 (1950–)             |                      |
| 23                   |                      | 吳敦義 (1948–)            | 2009年9月10日        | 2012年2月6日         | 中國國民黨           | 馬英九 (1950–)             |                      |
| 24                   |                      | 陳冲 (1949–)              | 2012年2月6日         | 2013年2月18日        | 中國國民黨           | 馬英九 (1950–)             |                      |
| 25                   |                      | 江宜樺 (1960–)            | 2013年2月18日        | 2014年12月8日        | 中國國民黨           | 馬英九 (1950–)             |                      |
| 26                   |                      | 毛治國 (1948–)            | 2014年12月8日        | 2016年2月1日         | 中國國民黨           | 馬英九 (1950–)             |                      |
| 27                   |                      | 張善政 (1954–)            | 2016年2月1日         | 2016年5月20日        | 無黨籍               | 馬英九 (1950–)             |                      |
| 28                   |                      | 林全 (1951–)              | 2016年5月20日        | 2017年9月8日         | 無黨籍               | 蔡英文 (1956–)             |                      |
| 29                   |                      | 賴清德 (1959–)            | 2017年9月8日         | 2019年1月14日        | 民主進步黨           | 蔡英文 (1956–)             |                      |
| 30                   |                      | 蘇貞昌 （二次）           | 2019年1月14日        | 2023年1月31日        | 民主進步黨           | 蔡英文 (1956–)             |                      |
| 31                   |                      | 陳建仁 (1951–)            | 2023年1月31日        | 2024年5月20日        | 民主進步黨           | 蔡英文 (1956–)             |                      |
| 32                   |                      | 卓榮泰 (1959–)            | 2024年5月20日        | 現任                 | 民主進步黨           | 賴清德 (1959–)             |                      |

### 現今在世的前行政院院長
| 姓名   | 任期                                                      | 出生日期       |
| ------ | --------------------------------------------------------- | -------------- |
| 連戰   | 1993年2月27日－1997年8月31日                              | 1936年8月27日  |
| 蕭萬長 | 1997年9月1日－2000年5月20日                               | 1939年1月3日   |
| 唐飛   | 2000年5月20日－2000年10月6日                              | 1932年3月15日  |
| 張俊雄 | 2000年10月10日－2002年2月1日 2007年5月21日－2008年5月20日 | 1938年3月23日  |
| 游錫堃 | 2002年2月1日－2005年2月1日                                | 1948年4月25日  |
| 謝長廷 | 2005年2月1日－2006年1月23日                               | 1946年5月18日  |
| 蘇貞昌 | 2006年1月25日－2007年5月21日 2019年1月14日－2023年1月31日 | 1947年7月28日  |
| 劉兆玄 | 2008年5月20日－2009年9月10日                              | 1943年5月10日  |
| 吳敦義 | 2009年9月10日－2012年2月5日                               | 1948年1月30日  |
| 陳冲   | 2012年2月6日－2013年2月17日                               | 1949年10月13日 |
| 江宜樺 | 2013年2月18日－2014年12月8日                              | 1960年11月18日 |
| 毛治國 | 2014年12月8日－2016年2月1日                               | 1948年10月4日  |
| 張善政 | 2016年2月1日－2016年5月20日                               | 1954年6月24日  |
| 林全   | 2016年5月20日－2017年9月8日                               | 1951年12月13日 |
| 賴清德 | 2017年9月8日－2019年1月14日                               | 1959年10月6日  |
| 陳建仁 | 2023年1月31日－2024年5月20日                              | 1951年6月6日   |

- 最近一位去世的前任行政院院長為郝柏村（任期：1990年－1993年），於2020年3月30日去世，享嵩壽100歲。

## 紀錄

### 任期
- 總在任期間最長的行政院院長：陳誠，3519天（9年8個月），任期：1950年3月15日－1954年6月1日、1958年7月15日－1963年12月16日
  - 總統直選後總在任期間最長的行政院院長：蘇貞昌，1961天（5年4個半月），任期：2006年1月25日－2007年5月21日、2019年1月14日－2023年1月31日
- 總在任期間最短的行政院院長：何應欽，81天（2個月21天），任期：1949年3月24日－6月13日
  - 總統直選後總在任期間最短的行政院院長：張善政，109天（3個月19天），任期：2016年2月1日－5月20日
- 單一任期最長的行政院院長：嚴家淦，3090天（8年5個半月），任期：1963年12月16日－1972年6月1日
  - 總統直選後單一任期最長的行政院院長：蘇貞昌，1478天（4年17天），任期：2019年1月14日－2023年1月31日
- 單一任期最短的行政院院長：孫科（第一次），28天，任期：1932年1月1日－1月29日
  - 行憲後單一任期最短的行政院院長：何應欽（見上）
  - 總統直選後單一任期最短的行政院院長：張善政（見上）
- 組閣最多次的行政院院長：蔣中正，共組閣3次，任期：1930年11月24日－1931年12月15日、1935年12月16日－1938年1月1日、1939年12月11日－1945年6月4日
  - 其他曾2度組閣的行政院院長：孫科、陳誠、張俊雄、蘇貞昌
    - 2次組閣間隔時間最短的行政院院長：蔣中正（第二次、第三次），1年11個月10天
    - 2次組閣間隔時間最長的行政院院長：孫科，16年10個月24天
    - 唯一在行憲前、行憲後都曾組閣的行政院院長：孫科
    - 唯一由不同直選總統任命的行政院院長：蘇貞昌

#### 任期平均
- - 訓政時期平均總任期：約1,021.6天
  - 訓政時期平均單一任期：約794.6天
  - 行憲後至2000年平均總任期：約1,356.3天
  - 行憲後至2000年平均單一任期：約1,265.9天
  - 陳水扁總統任內平均總任期：約584.4天
  - 陳水扁總統任內平均單一任期：約487天
  - 馬英九總統任內平均任期：約487天
  - 蔡英文總統任內平均任期：約730.5天

### 年齡
- 就任時最年輕的行政院院長：孫科，40歲73天（1932年1月1日）
  - 就任時最年輕的行政院代理院長：宋子文，35歲295天（1930年9月25日）
  - 行憲後就任時最年輕的行政院院長：陳誠，52歲70天（1950年3月15日）
    - 總統直選後就任時最年輕的行政院院長：江宜樺，52歲92天（2013年2月18日）
- 卸任時最年輕的行政院院長：孫科（第一次），40歲101天（1932年1月29日）
  - 卸任時最年輕（且未曾再度組閣）的行政院院長：谭延闿，50歲240天（1930年9月22日任內逝世）
    - 卸任（非逝世）時最年輕（且未曾再度組閣）的行政院院長：宋子文，52歲87天（1947年3月1日）

  - 行憲後卸任時最年輕的行政院院長：江宜樺，54歲20天（2014年12月8日）
- 就任時最年長的行政院院長：李煥，71歲250天（1989年6月1日）
  - 總統直選後就任時最年長的行政院院長：陳建仁，71歲239天（2023年1月31日）[6]
- 卸任時最年長的行政院院長：蘇貞昌，75歲187天（2023年1月31日）
- 最早逝的行政院院長：譚延闓，50歲240天
  - 行憲後最早逝的行政院院長：俞鴻鈞，62歲149天
- 最長壽的行政院院長：張羣，101歲219天
  - 行憲後最長壽的行政院院長：郝柏村，100歲235天
- 唯一在任內逝世的行政院院長：譚延闓
- 卸任後在世最久的行政院院長：張羣，42年199天
- 卸任後在世最短的行政院院長：陳誠，1年79天
- 第一位於20世纪出生的行政院院長：嚴家淦
- 第一位於中華民國建國後出生的行政院院長：孫運璿
- 第一位於第二次世界大战結束後出生的行政院院長：游錫堃
- 第一位於中華民國政府遷台後出生的行政院院長：江宜樺
- 同年同月同日生的行政院院長：陳誠、俞鴻鈞（二人均生於1898年1月4日）
- 最多位行政院院長出生的年份：1948年（吳敦義、游錫堃、毛治國）

### 經歷
總統、副總統
- 曾任行政院院長的總統：蔣中正、嚴家淦、蔣經國、賴清德【共4人】
  - 唯一曾兼任行政院院長的國家元首：蔣中正（國民政府主席），兼任期間為1930年11月24日－1931年12月15日、1943年8月1日－1945年6月4日；另1947年3月1日－4月23日曾代理院長
  - 唯一競選總統成功的行政院院長：賴清德
- 曾任行政院院長的副總統：陳誠、嚴家淦、連戰、蕭萬長、吳敦義、賴清德、陳建仁【共7人】（陳誠、嚴家淦、連戰、吳敦義為擔任院長時當選副總統；陳建仁為副總統卸任後再擔任院長）
  - 曾兼任行政院院長的副總統：陳誠（1954年5月20日－6月1日[註 5]，1958年7月15日－1963年12月16日）、嚴家淦（1966年5月20日－1972年6月1日）、連戰（1996年5月20日－1997年9月1日）[註 6]【共3人】
- 曾競選總統失敗的行政院院長：連戰、謝長廷【共2人】
- 曾競選副總統失敗的行政院院長：孫科、郝柏村、謝長廷、蕭萬長、蘇貞昌、張善政【共6人】
- 曾任總統府秘書長的行政院院長：張俊雄、游錫堃、蘇貞昌、卓榮泰【共4人】

選舉
- 獲任命前曾單獨贏得公民直接选举職位的行政院院長：蕭萬長、張俊雄、游錫堃、謝長廷、蘇貞昌、吳敦義、賴清德、卓榮泰【共8人】

政黨職
- 曾任中國國民黨總裁、中國國民黨主席的行政院院長：蔣中正、蔣經國、連戰、吳敦義【共4人】
- 曾任中國國民黨秘書長的行政院院長：李煥、吳敦義【共2人】
- 曾任中國國民黨副主席的行政院院長：蔣中正、汪精衛、陳誠、郝柏村、連戰、俞國華、蕭萬長、吳敦義【共8人】
- 曾任民主進步黨主席的行政院院長：謝長廷、蘇貞昌、游錫堃、賴清德、卓榮泰【共5人】
- 曾任民主進步黨秘書長的行政院院長：蘇貞昌、游錫堃、張俊雄、卓榮泰【共4人】

五院
- 曾任五院中其他院院長的行政院院長：孫科，曾任立法院院長（1932年1月29日－1948年12月23日）及考試院院長（1966年9月1日－1973年9月13日）；游錫堃，曾任立法院院長（2020年2月1日－2024年1月31日）【共2人】
- 曾任立法委員的行政院院長：孫科、蕭萬長、張俊雄、游錫堃、謝長廷、蘇貞昌、吳敦義、賴清德、卓榮泰【共8人】（蕭萬長、吳敦義為立委任內轉任行政院院長）

閣員
- 曾任行政院副院長的行政院院長：孔祥熙、宋子文、張羣、翁文灝、蔣經國、連戰、張俊雄、游錫堃、劉兆玄、陳冲、江宜樺、毛治國、張善政【共13人】；其中在副院長任內直接升任院長的有：孔祥熙、蔣經國、張俊雄、陳冲、江宜樺、毛治國、張善政【共7人】
- 曾任行政院秘書長的行政院院長：卓榮泰【共1人】
- 曾任內政部部長的行政院院長：汪精卫（署理）、江宜樺【共2人】[註 7]；其中曾在院長任內兼任的有：汪精衛（署理）【共1人】
- 曾任外交部部長的行政院院長：汪精衛、張羣、蔣中正、宋子文、連戰【共5人】；其中曾在院長任內兼任的有：汪精衛、蔣中正、宋子文【共3人】
- 曾任國防部（含其前身軍政部）部長的行政院院長：何應欽、陳誠、閻錫山、蔣經國、郝柏村、唐飛【共6人】；其中曾在院長任內兼任的有：何應欽、阎錫山【共2人】
- 曾任財政部部長的行政院院長：孫科、宋子文、孔祥熙、俞鴻鈞、嚴家淦、俞國華、林全【共7人】；其中曾在院長任內兼任的有：孔祥熙【共1人】
- 曾任教育部部長的行政院院長：蔣中正、李煥【共2人】[註 8]；其中曾在院長任內兼任的有：蔣中正【共1人】
- 曾任經濟部（含其前身工商部、實業部）部長的行政院院長：孔祥熙、翁文灝、嚴家淦、孫運璿、蕭萬長【共5人】
- 曾任交通部部長的行政院院長：閻錫山、孫運璿、連戰、劉兆玄、毛治國【共5人】；其中曾在院長任內兼任的有：閻錫山【共1人】
- 曾任衛生福利部（含其前身行政院衛生署）部長的行政院院長：陳建仁【共1人】
- 曾任國家科學及技術委員會（含其前身科技部、國家科學委員會）主委的行政院院長：劉兆玄、張善政、陳建仁【共3人】
- 曾任行政院經濟建設委員會主任委員的行政院院長：俞國華、蕭萬長【共2人】
- 曾任行政院研究發展考核委員會主任委員的行政院院長：江宜樺【共1人】
- 曾任行政院國軍退除役官兵就業輔導委員會主任委員的行政院院長：嚴家淦、蔣經國【共2人】
- 曾任行政院金融監督管理委員會主任委員的行政院院長：陳冲【共1人】
- 曾任蒙藏委員會委員長的行政院院長：閻錫山【共1人】
- 曾任中央銀行總裁的行政院院長：宋子文、孔祥熙、俞鴻鈞、俞國華【共4人】；其中曾在院長任內兼任的有：孔祥熙、俞鴻鈞【共2人】
- 在組閣之前從未入閣過的行政院院長：譚延闓[註 9]、蔣中正[註 10]、汪精衛[註 11]、謝長廷[註 12]、蘇貞昌[註 13]、吳敦義[註 14]、賴清德[註 15]【共7人】

地方首長
- 曾任臺灣省政府主席的行政院院長：陳誠、嚴家淦、連戰。【共3人】

- 曾任直轄市市長：孫科[註 16]、謝長廷[註 17]、吳敦義[註 18]、賴清德[註 19]、張善政[註 20]【共5人】

- 曾任縣（市）長：游錫堃[註 21]、蘇貞昌[註 22]、吳敦義[註 23]【共3人】

軍職
- 曾任參謀總長（最高軍事職位）的行政院院長：陳誠、郝柏村、唐飛【共3人】
- 軍人出身（軍階少將以上）的行政院院長：譚延闓（陸軍上將[註 24]）、蔣中正（陸軍特級上將）、何應欽（陸軍一級上將）、閻錫山（陸軍一級上將）、陳誠（陸軍一級上將）、蔣經國（陸軍二級上將）、郝柏村（陸軍一級上將）、唐飛（空軍一級上將）【共8人】

學術及教育
- 擁有博士學位（不含榮譽博士）的行政院院長：宋子文（哥倫比亞大學經濟學博士）、翁文灝（魯汶天主教大學地質學博士）、連戰（芝加哥大學政治學博士）、劉兆玄（多倫多大學化學博士）、江宜樺（耶魯大學政治學博士）、毛治國（麻省理工学院運輸管理學博士）、張善政（康乃爾大學土木工程學博士）、林全（伊利諾大學經濟學博士）、陳建仁（約翰霍普金斯大學流行病學與人類遺傳學博士）【共9人】
- 曾任大學校長的行政院院長：蔣中正（國立政治大學、國立中央大學）、孫科（國立交通大學）、張羣（國立同濟大學）、李煥（國立中山大學）、劉兆玄（國立清華大學、東吳大學）【共5人】
- 擁有中央研究院院士榮譽頭銜之行政院院長：翁文灝（第一屆，數理組）、陳建仁（第二十二屆、生命科學組，曾任中央研究院副院長）【共2人】

### 親屬關係
- 父親任命兒子：蔣中正任命蔣經國
- 連襟任命連襟之子：蔣中正任命孫科
- 妹婿任命妻舅：蔣中正任命宋子文
- 曾先後擔任行政院院長的父子：蔣中正、蔣經國
- 曾先後擔任行政院院長，然後又先後擔任總統的父子：蔣中正、蔣經國
- 曾先後擔任行政院院長的岳父和女婿：譚延闓、陳誠
- 曾先後擔任行政院院長的平輩姻親：蔣中正、孔祥熙（蔣之連襟）、宋子文（蔣、孔二人之妻舅）

### 其他
- 兩岸分治之後，唯一在卸任後歸化中华人民共和国國籍並擔任其官職的行政院院長：翁文灝
- 出生於日治時期，曾為大日本帝国臣民的行政院院長：蕭萬長、張俊雄
- 第一位臺灣本省籍的行政院院長：連戰（正式）、徐慶鐘（代理）
- 第一位於臺灣出生的行政院院長：蕭萬長（正式）、徐慶鐘（代理）
- 至今最後一位出生在中華民國大陸時期的行政院院長：毛治國
- 憲法第四次增修後第一位由總統不經立法院同意直接任命的行政院院長：蕭萬長
- 第一位非中國國民黨籍的行政院院長：王雲五（代理，無黨籍）、張俊雄（正式，民主進步黨）
- 第一位無黨籍的行政院院長：王雲五（代理）、張善政（正式）[註 1]
- 第一位卸任後當選地方首長的行政院院長：張善政（桃園市市長）